# روجر ويليامز
روجر ويليامز (بالإنجليزية: Roger Williams)‏ (1603-1683) عالم لاهوت بروتستانتي ومن دعاة الحرية الدينية والفصل بين الكنيسة والدولة، وهو من أوائل من أخذوا مسألة الفصل بجديّة وحرفيّة. أنشأ مستعمرة في أمريكا عام 1636 وأقام فيها أول كنيسة معمدانية في أمريكا.
كما كان ويليامز من أوائل من دعوا إلى حسن التعامل مع السكان الأصليين في أمريكا، وأخذ يتعلم لغاتهم، كما كان من بين أوائل من دعوا إلى عتق العبيد وعدم ممارسة الاستعباد في المستعمرات البريطانية في أمريكا.

## حياته
ولد روجر ويليامز في لندن بين العام 1603 أو 1604 حسب بعض الباحثين، وذلك لأنّ وثائقه الرسمية قد تعرضت للحرق في حريق لندن الكبير عام 1666. تعلم ويليامز في صباه على يد سير إدوارد كوك (1552-1634) كما درس في كلية شارترهاوس وفي كلية بيمبروك، كامبردج. وكان موهوبًا في تعلم اللغات، إذ عرف اللاتينية والعبرية واليونانية والهولندية والفرنسية. وبعد سنوات التقى روجر بجون ميلتون وعلمه الهولندية مقابل أن يأخذ دروسًا من ميلتون بالعبرية.
تحوّل ويليامز إلى المذهب الطهرانيّ وتزوّج من ماري بارنارد وأنجب منها ستة من الأطفال وكلّهم أنجبوا في أمريكا.
ورغم علمه بنية بعض قادة الطهرانيين بالهجرة إلى العالم الجديد، إلا أنّه لم يشترك في الموجة الأولى من الهجرة، ثم اكتشف بعدها بعدة أشهر أنّه لن يتمكن من البقاء في إنجلترا، لأنه اعتبر كنيسة إنجلترا كنيسة فاسدة وخبيثة، فأخذ زوجته وهاجر إلى أمريكا، ولكنّه عند وصوله هناك فصل نفسه كذلك حتّى عن الطهرانيين.

## أفكار روجر ويليامز
اعتبر ويليامز استخدام السلطة المدنية لفرض الدين على المؤمنين أمرًا غير مقبول، فالكنيسة بالنسبة له مسؤولة عن الشعائر والضمائر وليست قاضيًا في الجرائم والمخالفات. كان يهدف ويليامز إلى تأسيس حرية دينية وفصل الكنيسة عن شؤون الدنيا، وهو أول من طرح فكرة جدار الفصل بين الكنيسة والسلطة السياسية.

## المؤمن عند ويليامز
المؤمن عن ويليامز هو نور للآخرين، لأنّه يتنوّر بالحقيقة وقراءة التوراة، ولكنّه تنوّر متاح للجميع وليس حصرًا على الكنيسة وأعضائها، وهو متاح حتى للفقراء والضعفاء. أدّت هذه الرؤية بروجر إلى أن يفصل نفسه عن كل مؤسسة دينية، لأنّه لم ير حاجة إلى تنظيم قضية الدين وطلب الرحمة والطهارة، ووضع شرعية الكهنوت الرسمي على محكّ الشكّ والتساؤل، خاصة الكهنوت المدفوع الأجر، أي الذي تلوثت رسالته بأمور الدنيا. واعتبر أنّ الحرية والروح وحرية الضمير والمعتقد منح من الله لا بدّ من احترامها.
كما رأى ويليامز أنّ خطر قسطنطين حين اعتنق المسيحية كان أشدّ على المسيحية من خطر نيرون الذي اضطهد المسيحيين، ذلك أنّ قسطنطين قد تدخّل في شؤون الكنيسة وأفسدها واستغلها.

## روابط خارجية
- روجر ويليامز على موقع الموسوعة البريطانية (الإنجليزية)
- روجر ويليامز على موقع إن إن دي بي (الإنجليزية)